# Zu (genre)
Pour les articles homonymes, voir Zu.
Genre

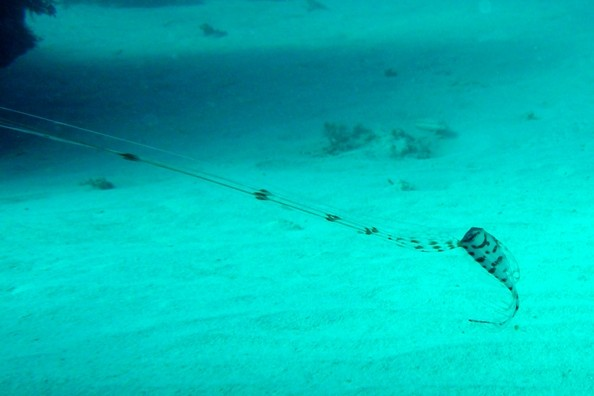
Zu cristatus juvénile rencontré à Mayotte

Zu est un genre de poissons abyssaux de l'ordre des Lampridiformes.

## Liste d'espèces
Selon ITIS et FishBase:
- Zu cristatus (Bonelli, 1819)
- Zu elongatus Heemstra et Kannemeyer, 1984

## Référence
1. ↑  (en) Wladimir Walters & John E. Fitch (1960) The families and genera of Lampripdiforms (Allotriognath) suborders Trachipteroidei. Cal. Fish Game 46: 441-451 Lire en ligne